# Том Кауліц
Том Каулітц (нім. Tom Kaulitz, нар. 1 вересня 1989 року в Лейпцизі) — німецький музикант-ка, гітарист-ка гурту Tokio Hotel. 
Разом з братом-близнюком Біллом (вокалістом), Георгом Лістінгом (бас-гітара) i Густавом Шефером (ударні) утворюють молодіжній грут Tokio Hotel (раніше називався Devilish), який грає у стилі поп-рок. 

## Біографія
Том Каулітц народився в Лейпцизі, на 10 хвилин раніше за свого брата-близнюка Білла. До шести років сім'я мешкала в Лейпцизі. Коли братам було по 8 років, родина переїхала в Магдебург. А в 10 років Том разом з Біллом мешкали в маленькому селі Лойтше — мати одружилася знову.
Том почав зачаровуватися музикою досить рано; коли йому було 8, його мати одружилася з Гордоном Трюмпером. Вітчим братів Кауліц очолює власну музичну школу — «Rock school» та є гітаристом рок-гурту. Перші свої концерти брати Кауліци грали в школі та в сусідніх клубах.
У 2001 році брати разом із двома друзями — Густавом Шефером і Георгом Лістінгом заснували групу «Devilish», яку згодом вони перейменували в «Tokio Hotel».

## Нагороди
- Bambi 2005
- Comet 2005
- Echo 2006
- Eins Live Krone
- Sold-Out Award König Pilsener Arena
- Steiger Award 2006
- Bravo Otto 2006
- Bild Osgar 2006
- Goldene Stimmgabel 2006
- WMA 2006
- Bambi 2006
- Comet 2006
- Bambi 2007
- Comet 2007
- EMA 2007
- Goldene Kamera 2007
- EMA 2008
- VMA 2008

## Фільмографія
- 1994 Verrückt nach dir у ролі Молодого хлопця[3]